# Chuquiapan
Chuquiapan är en ort i Mexiko.   Den ligger i kommunen Lázaro Cárdenas och delstaten Michoacán de Ocampo, i den södra delen av landet, 400 km väster om huvudstaden Mexico City. Chuquiapan ligger 9 meter över havet och antalet invånare är 363.
Terrängen runt Chuquiapan är huvudsakligen kuperad, men västerut är den platt. Havet är nära Chuquiapan söderut. Runt Chuquiapan är det ganska tätbefolkat, med 155 invånare per kvadratkilometer. Chuquiapan är det största samhället i trakten. I omgivningarna runt Chuquiapan växer i huvudsak lövfällande lövskog.